# Pontificia Accademia Alfonsiana
La Pontificia Accademia Alfonsiana è un istituto superiore di teologia morale sito in Roma.

## Storia
I padri redentoristi, dopo che sant'Alfonso Maria de' Liguori fu proclamato dottore della Chiesa (1871), avevano grande desiderio di fondare a Roma una scuola superiore generale che impartisse l'insegnamento della teologia morale di sant'Alfonso ai padri che avessero finito gli studi. L'insegnamento doveva perciò servire ai giovani padri, affinché approfondissero gli studi teologici e filosofici e, a loro volta, fossero abilitati all'insegnamento.
Il primo istituto materializzava il desiderio dei padri redentoristi poiché offriva corsi di teologia morale, dogmatica, diritto canonico, filosofia ed ebraico. Tuttavia la grande guerra costrinse alla chiusura l'edificio. Vani furono gli sforzi di riapertura durante la seconda guerra mondiale.
Il 9 febbraio 1949 l'istituto passò, con il nome di Accademia Alfonsiana, sotto la giurisdizione del superiore generale dei padri redentoristi e divenne interno della congregazione. Il 25 marzo 1957 ottenne dalla Congregazione dei religiosi il riconoscimento di "Scuola pubblica di teologia morale".
Successivamente, in data 2 agosto del 1960, l'Accademia venne inserita nella Facoltà di teologia della Pontificia Università Lateranense. La Congregazione per i seminari e le università degli studi conferì all'Accademia la dignità di istituto superiore di teologia morale. Da tale data l'Accademia Alfonsiana poté conferire licenze e dottorati riconosciuti universalmente. 
Nel gennaio del 2021 l'Accademia Alfonsiana è stata riconosciuta dalla Congregazione per l'educazione cattolica come Istituto ad instar Facultatis inserita nella Pontificia Università Lateranense. Nel 2023 papa Francesco ha concesso all'Accademia il titolo di «Pontificia».
L'Accademia Alfonsiana offre la licenza e il dottorato specializzato in teologia morale. È possibile personalizzare la licenza in tre indirizzi: morale fondamentale, morale sociale ed ambito bioetico e della persona umana.

## Situazione
L'Accademia si trova vicino al Colosseo e alla basilica di Santa Maria Maggiore e viene frequentata da studenti provenienti da più di sessanta nazioni diverse. La lingua ufficiale è l'italiano, ma ci sono lezioni in inglese, tedesco, spagnolo, francese e portoghese. La preparazione degli allievi, fondata sull'insegnamento scientifico alfonsiano, si basa sulle fonti e sul magistero della Chiesa.

## Direttori e presidi
Fonte
- Jan Visser, C.SS.R. (1957 - 1969) - Direttore
- Domenico Capone, C.SS.R. (1969 - 1983) - Preside
- Louis Vereecke, C.SS.R. (1983 - 1989) - Preside
- Seán Cannon, C.SS.R. (1989 - 1995) - Preside
- Bruno Hidber, C.SS.R. (1995 - 2001) - Preside
- Sabatino Majorano, C.SS.R. (2001 - 2007) - Preside
- Martin McKeever, C.SS.R. (2007 - 2013) - Preside
- Andrzej S. Wodka, C.SS.R. (2013 - 2018) - Preside
- Alfonso Vincenzo Amarante, C.SS.R. (2018 - 2023) - Preside
- Antonio Donato, C.SS.R. (2023- ) - Preside